# Acacia cowellii
Acacia cowellii är en ärtväxtart som först beskrevs av Nathaniel Lord Britton och Joseph Nelson Rose, och fick sitt nu gällande namn av Leon. Acacia cowellii ingår i släktet akacior, och familjen ärtväxter. Inga underarter finns listade i Catalogue of Life.